# Xã Pine Ridge, Quận Monroe, Arkansas
Xã Pine Ridge (tiếng Anh: Pine Ridge Township) là một xã thuộc quận Monroe, tiểu bang Arkansas, Hoa Kỳ. Năm 2010, dân số của xã này là 99 người.